# Cerro El Tecajete
El Tecajete es un cerro de origen volcánico ubicado en el municipio de Zempoala, en el estado mexicano de Hidalgo.

## Toponimia
Del náhuatl tecaxic; tetl, piedra, caxitl, vasija honda, y la final c, de lugar, y significa en el vaso o cajete de piedra.

## Geografía
El Tecajete se ubica al centro-noreste del municipio de Zempoala, Hidalgo. El poblado de Santa María Tecajete bordea el cerro por el noreste.
Con sus 2890 m s. n. m., el Tecajete se localiza en el este del valle de Pachuca-Tizayuca, una meseta perteneciente al Eje Neovolcánico de México. Como en gran parte del valle, el clima del cerro es semiseco templado, con una temperatura media anual de 14 °C y una precipitación anual de entre 500 y 600 mm. La altitud del valle modera la temperatura, mientras que la Sierra Madre Oriental produce un efecto Föhn que limita la caída de lluvia.
El Tecajete es un cono de escoria, que es un tipo de volcán cónico empinado con un amplio cráter en forma de tazón y consistente de fragmentos piroclásticos sueltos. Por el clima que presenta, así como a causa de una larga degradación a causa de la deforestación, el Tecajete se encuentra hoy mayormente cubierto de matorral xerófilo, en vez del bosque de coníferas que existía antiguamente.